# Labre mesothorax
Bodianus mesothorax
Espèce
Statut de conservation UICN

 LC  : Préoccupation mineure
Le labre mesothorax (Bodianus mesothorax) est une espèce de poisson marin de la famille des Labridae.
Il est présent dans les eaux tropicales de la zone centrale de l'Indo-Pacifique. 
Sa taille maximale est de 25 cm.

## Publication originale
- Bloch, M.E., & Schneider, J.G. 1801. Systema Ichthyologiae Iconibus cx Illustratum. Berlin, l pl., 584 pp, [mesothorax p. 254]. (lire en ligne)